# Фресс-сюр-Мозель
Фресс-сюр-Мозе́ль (фр. Fresse-sur-Moselle) — муніципалітет у Франції, у регіоні Гранд-Ест, департамент Вогези. Населення — 1691 особа (01.01.2021).

## Географія
Муніципалітет розташований на відстані близько 350 км на схід від Парижа, 150 км на південь від Меца, 45 км на південний схід від Епіналя.

## Економіка
2010 року серед 1180 осіб працездатного віку (15—64 років) 824 були активними, 356 — неактивними (показник активності 69,8%, у 1999 році було 71,6%). З 824 активних мешканців працювало 690 осіб (400 чоловіків та 290 жінок), безробітними було 134 (66 чоловіків та 68 жінок). Серед 356 неактивних 74 особи були учнями чи студентами, 152 — пенсіонерами, 130 були неактивними з інших причин.

У 2010 році в муніципалітеті числилось 824 оподатковані домогосподарства, у яких проживали 1868,5 особи, медіана доходів виносила 16 192 євро на одного особоспоживача

## Історія
До 2015 року муніципалітет перебував у складі регіону Лотарингія. Від 1 січня 2016 року належить до нового об'єднаного регіону Гранд-Ест.

## Демографія
Динаміка населення (INSEE ):
Розподіл населення за віком та статтю (2006):
| Стать | Всього | До 15 років | 15-24 | 25-44 | 45-64 | 65-85 | Понад 85 |
| --- | ------ | ----------- | ----- | ----- | ----- | ----- | -------- |
| Чоловіки | 980    | 184         | 96    | 248   | 308   | 140   | 4        |
| Жінки | 936    | 156         | 80    | 200   | 316   | 160   | 24       |
| \| Статево-вікова піраміда \| Статево-вікова піраміда \| Статево-вікова піраміда \| \| ----------------------- \| ----------------------- \| ----------------------- \| \| Чоловіки \| Вік \| Жінки \| \| 4 \| 85 + \| 24 \| \| 8 \| 80-84 \| 16 \| \| 44 \| 75-79 \| 40 \| \| 36 \| 70-74 \| 48 \| \| 52 \| 65-69 \| 56 \| \| 88 \| 60-64 \| 88 \| \| 84 \| 55-59 \| 88 \| \| 60 \| 50-54 \| 56 \| \| 76 \| 45-49 \| 84 \| \| 64 \| 40-44 \| 52 \| \| 72 \| 35-39 \| 56 \| \| 52 \| 30-34 \| 40 \| \| 60 \| 25-29 \| 52 \| \| 28 \| 20-24 \| 44 \| \| 68 \| 15-20 \| 36 \| \| 84 \| 10-14 \| 52 \| \| 48 \| 5-9 \| 44 \| \| 52 \| 0-4 \| 60 \| |        |             |       |       |       |       |          |
| Статево-вікова піраміда |        |             |       |       |       |       |          |
| Чоловіки | Вік    | Жінки       |       |       |       |       |          |
| 4 | 85 +   | 24          |       |       |       |       |          |
| 8 | 80-84  | 16          |       |       |       |       |          |
| 44 | 75-79  | 40          |       |       |       |       |          |
| 36 | 70-74  | 48          |       |       |       |       |          |
| 52 | 65-69  | 56          |       |       |       |       |          |
| 88 | 60-64  | 88          |       |       |       |       |          |
| 84 | 55-59  | 88          |       |       |       |       |          |
| 60 | 50-54  | 56          |       |       |       |       |          |
| 76 | 45-49  | 84          |       |       |       |       |          |
| 64 | 40-44  | 52          |       |       |       |       |          |
| 72 | 35-39  | 56          |       |       |       |       |          |
| 52 | 30-34  | 40          |       |       |       |       |          |
| 60 | 25-29  | 52          |       |       |       |       |          |
| 28 | 20-24  | 44          |       |       |       |       |          |
| 68 | 15-20  | 36          |       |       |       |       |          |
| 84 | 10-14  | 52          |       |       |       |       |          |
| 48 | 5-9    | 44          |       |       |       |       |          |
| 52 | 0-4    | 60          |       |       |       |       |          |

## Світлини

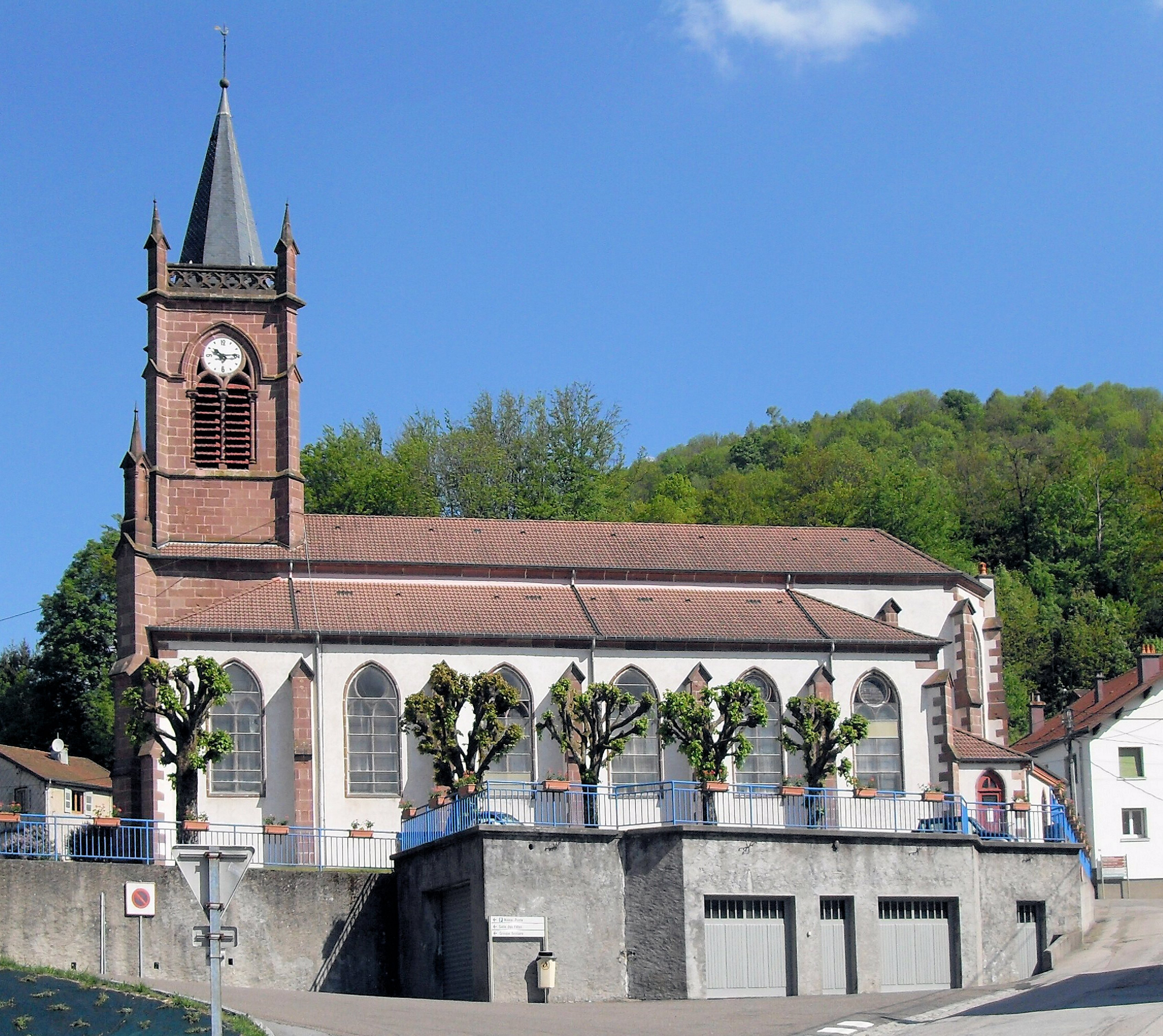
Церква Сен-Бріце
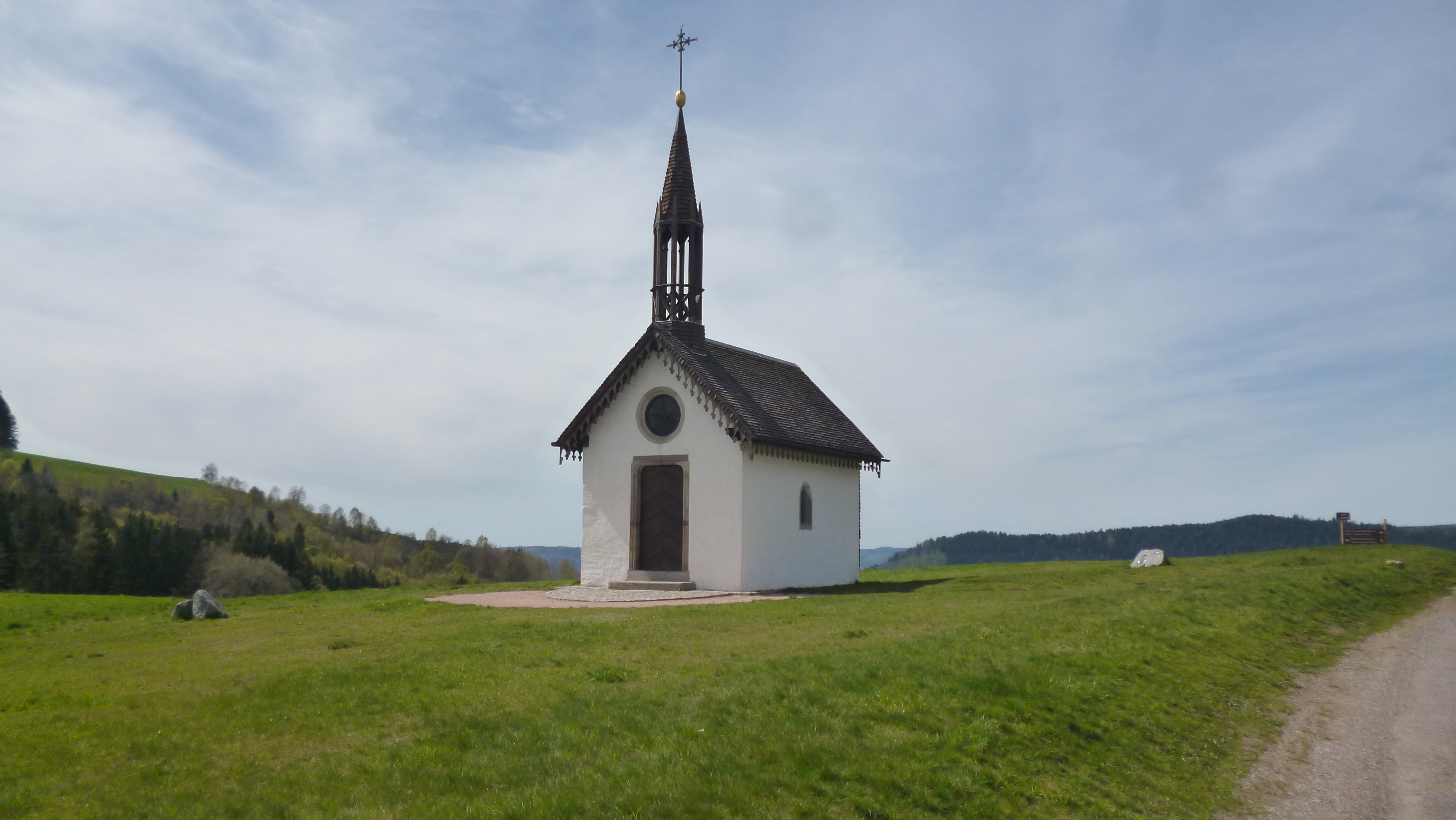
Каплиця Веса
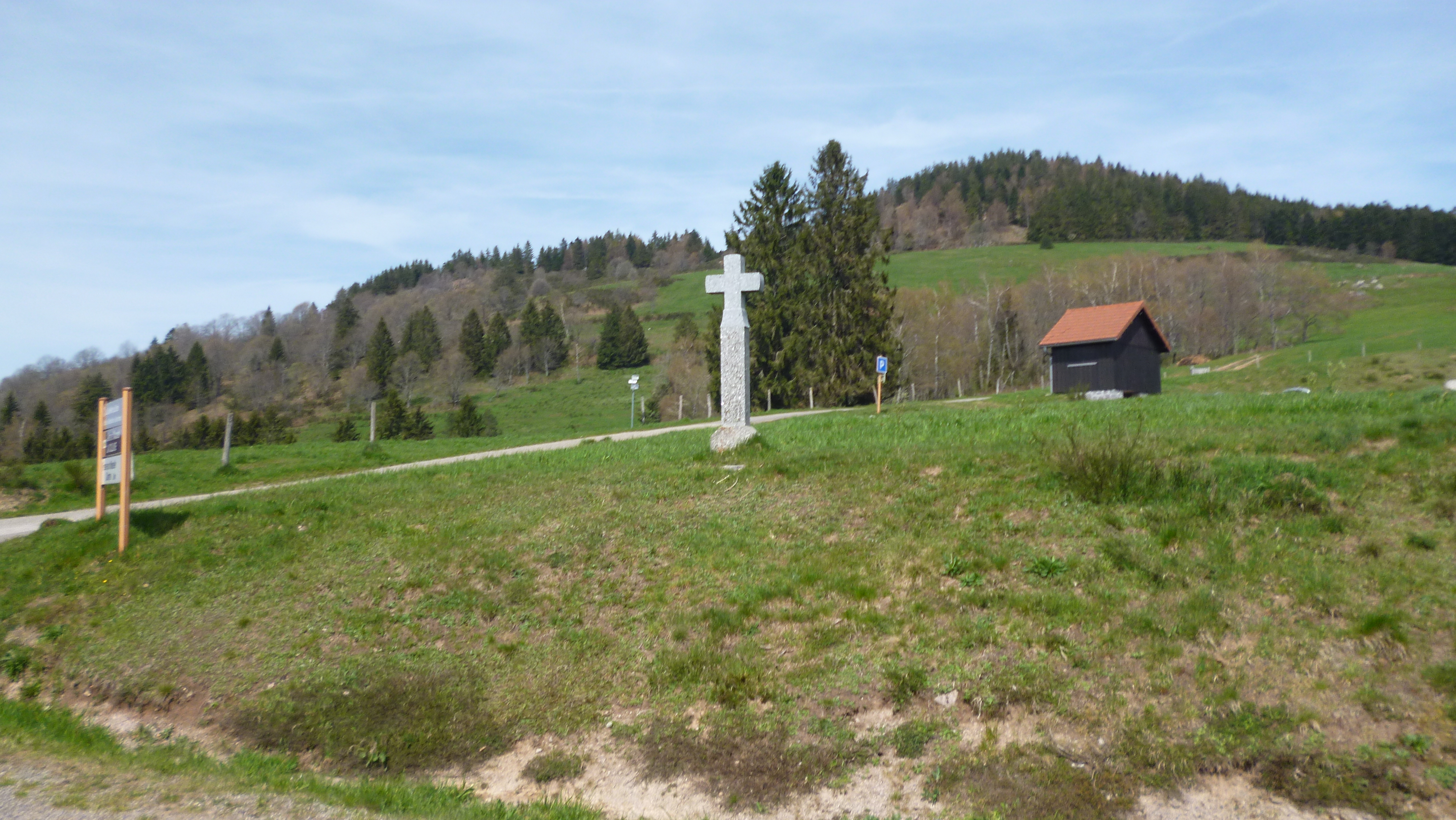
Хрест при дорозі